# 堀場雅夫
堀場 雅夫（ほりば まさお、1924年〈大正13年〉12月1日 - 2015年〈平成27年〉7月14日）は、日本の実業家。株式会社堀場製作所創業者および同社最高顧問。

## 経歴
京都帝国大学理学部教授の堀場信吉の長男として京都市に生まれる。京都教育大学附属京都小学校・京都教育大学附属京都中学校（現：京都教育大学附属京都小中学校）、旧制甲南高等学校（現：甲南大学）を経て、1946年（昭和21年）京都帝国大学理学部物理学専攻卒業。物理学者を志したが、在学中の1945年（昭和20年）に太平洋戦争が日本の敗戦に終わると、堀場の指導教授であった荒勝文策が日本の原子力爆弾開発の中心人物であったために、京大の原子力核実験施設はGHQによってすべて粉々に解体され、研究の道に進むことを断念する。
自前で研究施設を創るために1945年（昭和20年）10月、堀場無線研究所を創業。これは1953年（昭和28年）1月設立の現在の堀場製作所へとつながることから、学生ベンチャーの草分け的存在とされる。
自身を「あきらめの早い人間」と規定し、経営においては「飽き性こそが大切」と強調する。これはベンチャー経営者として、常に時代の情勢や市場の動向と切り結び、売り上げを伸ばし、利益を上げるための資質であると分析する。大浦政弘（のち堀場製作所社長）が自動車排ガス測定装置を堀場の断りなしに製作した際には「死刑に値します」と激怒したが、それが売れるとなると主力商品とする点は、気持ちを経営感覚で切り替えられる代表例とされる。
1978年（昭和53年）、53歳で代表取締役社長を辞し、代表取締役会長職に退く。堀場は「人生の能力・知力・経験・体力は全部を掛け合わせて40代がピークであり、50代になるとそれが落ちてきてしまう。そこで50歳になったら経営者を退き、後継者（現役）は40代がいい」と、「社長50歳定年制の実行」を1971年の大阪証券取引所・京都証券取引所への上場が実現した際に宣言する。そして目標の50歳から3年が経過した1978年に堀場は創立25年記念式典で正式に引退を表明。「ワンマン社長の首を斬るのは自らしかない。この機会をとらえてかねてからの考えを実行した」と、引退について述べている。
引退後は財団法人京都高度技術研究所 (ASTEM) の最高顧問、日本新事業支援機関協議会 (JANBO) 会長、京都商工会議所の副会頭、京都市ベンチャー企業目利き委員会の委員長、株式会社京都ニュートロニクス監査役などを務め起業家の育成に力を注いでいた。
- 1961年（昭和36年） - 神戸医科大学より医学博士号取得[8]
- 1975年（昭和50年） - 京都経済同友会代表幹事
- 1978年（昭和53年） - 堀場製作所代表取締役会長
- 1995年（平成7年） - 堀場製作所取締役会長就任
- 2004年（平成16年） - 堀場雅夫賞創設
- 2005年（平成17年） - 堀場製作所最高顧問就任
- 2015年（平成27年）7月14日 - 肝細胞がんのため死去[9]。90歳没。

## 受賞歴
- 1982年（昭和57年）11月 - 藍綬褒章受章
- 1996年（平成8年）7月 - 経済広報センター表彰（企業広報賞特別賞）
- 1998年（平成10年）3月 - 毎日経済人賞表彰
- 2006年（平成18年）3月 - 「ピッツコン・ヘリテージ・アワード」を米国人以外で初めて受賞

## 現職
- 株式会社堀場製作所 最高顧問
- 株式会社堀場エステック 最高顧問
- 財団法人京都高度技術研究所 (ASTEM) 最高顧問
- 日本新事業支援機関協議会 (JANBO) 代表幹事
- 京都商工会議所 副会頭
- 一般社団法人京都経済同友会 特別幹事
- 京都科学機器協会 理事長
- 独立行政法人科学技術振興機構 研究成果活用プラザ京都 総館長
- 京都市立西京高等学校 学術顧問
- 京都党 最高顧問[10]
- 新しい日本をつくる国民会議 特別顧問
- 雅風塾 塾長
- 株式会社京都ニュートロニクス 監査役

## 書籍

### 著書
- 『イヤならやめろ！ 社員と会社の新しい関係』（1995年10月17日、日本経済新聞社）ISBN 9784532161729
  - 『イヤならやめろ！』（2000年10月10日、新潮社 新潮OH！文庫）ISBN 9784102900031
  - 『イヤならやめろ！ 社員と会社の新しい関係』（2003年2月5日、日本経済新聞社 日経ビジネス人文庫）ISBN 9784532191672
  - 『イヤならやめろ！ 社員と会社の新しい関係』（2013年6月5日、日本経済新聞出版社 日経ビジネス人文庫）ISBN 9784532196868
- 『ベンチャー魂 日本経済よ、甦れ』（共著者:篠原総一）（1996年5月7日、PHP研究所）ISBN 9784569550688
- 『出る杭になれ！ 「わがまま」を言え、「わがまま」を聞け』（1997年7月21日、祥伝社 ノン・ブック）ISBN 9784396500467
- 『堀場雅夫の経営心得帖』（1998年4月23日、東洋経済新報社）ISBN 9784492553039
- 『仕事ができる人できない人』（1999年1月10日、三笠書房 知的生きかた文庫）ISBN 9784837970088
  - 『仕事ができる人できない人』（2000年10月25日、三笠書房）ISBN 9784837918530
  - 『仕事ができる人できない人 「いい人」は無能の代名詞である！』（2003年8月1日、三笠書房）ISBN 9784837920243
  - 『仕事ができる人 できない人』（2012年4月23日、三笠書房 知的生きかた文庫）ISBN 9784837981183
- 『出る杭になれ！ 「いい人」やめれば仕事ができる』（2001年2月20日、祥伝社 祥伝社黄金文庫）ISBN 9784396312411
- 『問題は経営者だ！』（2001年4月21日、日経BP社）ISBN 9784822242299
- 『「仕事ができる人」のビジネス心得帖 「経営者の頭」で考えるビジネスマンとなれ！』（2001年7月10日、三笠書房 知的生きかた文庫）ISBN 9784837971870
- 『おもしろおかしく』（共著者:中谷彰宏）（2001年8月10日、メディアワークス/角川書店）ISBN 9784840218368
- 『「好き」にまかせろ！ 子どもを幸せにする教育論』（2001年10月10日、PHP研究所）ISBN 9784569617756
- 『人の話なんか聞くな！ 少しの勇気でもっと自分を活かせる！』（2003年6月19日、ダイヤモンド社）ISBN 9784478702659
- 『成功する人になる！1日革命 今日からやめること 今日から始めること』（2003年6月30日、三笠書房）ISBN 9784837920236
- 『今すぐやる人が成功する！』（2003年8月1日、三笠書房）ISBN 9784837920236
- 『その他大勢から抜け出す仕事術 仕事を変える「8つの時間」』（2005年3月10日、三笠書房 知的生きかた文庫）ISBN 9784837974758
- 『堀場雅夫の社長学』（2005年7月17日、ワック WAC BUNKO）ISBN 9784898315347
- 『やるだけやってみろ！』（2007年10月22日、日本経済新聞出版社）ISBN 9784532313593
- 『「100人に1人の人材」になる法 知的生きかた文庫』（2007年10月22日、三笠書房 知的生きかた文庫）ISBN 9784837976714
- 『もっとわがままになれ！』（2007年12月6日、ダイヤモンド社）ISBN 9784478001677
- 『夢を実現する力 各分野で活躍するプロデューサーが教える成功方程式！』（共著者:小柴昌俊 北川正恭 鈴木敏夫 吉村作治 石田隆一 ビル・トッテン 片岡義郎 堺屋太一）（2011年8月22日、PHP研究所）ISBN 9784569774626
- 『おもしろおかしく生きろ！』（2012年6月15日、PHP研究所）ISBN 9784569804866
- 『おもしろおかしく 人間本位の経営』（2014年11月1日、日経BPマーケティング）ISBN 9784822277758

### 関連書籍
- 『元気だせ日本人 堀場雅夫と21人のベンチャー』（著者:日経大阪PR企画出版部）（1999年6月10日、日本経済新聞社）ISBN 9784532690045

## 出演テレビ番組
- 堀場雅夫のこころはベンチャー - テレビ東京系列のテレビ局で1990年代に放送された。
- どうする京都21(KBS京都) - 討論部分の進行役を務めた。
- 日経スペシャル カンブリア宮殿 「おもしろくなければ会社じゃない」（2007年3月12日、テレビ東京）- 堀場製作所 最高顧問として出演[11]。